# Guardia de Asalto
A Guardia de Asalto (Português: Guarda de Assalto) foi a força de reserva pesada da força policial urbana de uniforme azul da Espanha durante a Segunda República Espanhola. Os Guardas de Assalto eram unidades policiais especiais criadas pela República Espanhola em 1931 para lidar com a violência urbana.
No início da Guerra Civil Espanhola havia 18.000 Guardas de Assalto. Cerca de 12.000 permaneceram leais ao governo Republicano, enquanto outros 5.000 juntaram-se à facção rebelde. Muitas de suas unidades lutaram contra os exércitos que apoiavam Franco e os seus aliados. O seu apoio ao governo da antiga República Espanhola provocou a dissolução do corpo no final da Guerra Civil. Alguns membros da Guardia de Asalto que haviam sobrevivido aos combates e as subsequentes purgas Franquistas fizeram parte da Policia Armada, o corpo que a substituiu.

## Origens
Após a queda da Monarquia Espanhola em Abril de 1931, o novo regime Republicano criou a Guardia de Asalto como uma polícia armada nacional de gendarmaria que poderia ser usada para suprimir distúrbios em áreas urbanas. Armada e treinada para esse fim, a Guardia de Asalto tinha a intenção de fornecer uma força mais eficaz para as tarefas de segurança interna do que a polícia comum ou o exército baseado em recrutamento. Desde a sua criação em 1844, os 25.000 membros da Guardia Civil estavam disponíveis para entrarem em acção nas grandes cidades em caso de agitação, mas essa força rural eficiente - os seus oficiais vinham do exército regular com uma imagem opressiva - não era vista como sendo simpatizante da nova República ou particularmente adequada para operações urbanas.
O Ministro de la Gobernación Miguel Maura reorganizou os elementos da polícia existente numa força de segurança republicana mais fortemente armada para o serviço nas cidades, deixando o campo para a Guardia Civil. Como um passo inicial, as Compañías de Vanguardia (Companhias de Vanguarda) foram criados. Estes foram posteriormente redesignadas como Sección de guardias de Asalto. Como parte do reformado Cuerpo de Seguridad, eles forneceram um instrumento para controlar manifestações em massa; semelhante em função ao moderno corpo policial especializado em controlar e dispersar multidões. Em 1932, o Cuerpo de Seguridad foi renomeado como Cuerpo de Seguridad y Asalto.

## A Guerra Civil
Os Guardas de Assalto tiveram um papel crítico na preservação da república durante as fases iniciais da revolta militar que iniciou a Guerra Civil Espanhola, mais notavelmente por ter ajudando a esmagar a insurreição do exército em Barcelona e através das suas heróicas contribuições para a defesa de Madrid, onde tiveram uma parcela desproporcional entre os combatentes e os moribundos. Como observado por um militante do Partido dos Trabalhadores da Unificação Marxista (POUM) que também participou do Cerco de Madrid,
Os guardas eram o único corpo policial eficiente criado pela república, e em Madrid eles eram uma força revolucionária composta quase exclusivamente de jovens socialistas ou de outros esquerdistas. A sua importância na luta que estava por vir era igualmente decisiva; foram eles que, nos primeiros dois meses, virtualmente salvaram Madrid ... Na luta real, foram os Guardas de Assalto que mais uma vez sofreram o impacto, tanto que posso dizer com sinceridade que praticamente nenhum Guarda de Assalto ou oficial de Madrid permaneceu vivo após seis meses.
Os Carabineros e os Guardas de Assalto foram os corpos policias Espanhóis onde o golpe de 1936 encontrou o menor apoio. Quando a Guerra Civil começou, cerca de 70% dos Guardas de Assalto permaneceram leais à República Espanhola. Por outro lado, na Guardia Civil, a separação entre partidários e rebeldes foi distribuído uniformemente em cerca de 50%, embora a mais alta autoridade do corpo, o Inspetor-General Sebastián Pozas, permanecesse fiel ao governo republicano.

## Patentes
Antes da Guerra Civil, estrelas de prata de oito pontas e seis pontas faziam parte dos uniformes oficiais das Guardias de Asalto. Após o golpe de estado na Espanha de Julho de 1936 e a consequente reorganização das Forças Armadas Republicanas da Espanha, algumas mudanças foram introduzidas e as fileiras foram simplificadas.
As estrelas de prata de 8 pontas e seis pontas que haviam sido usadas entre 1931 e 1936 foram substituídas pela estrela vermelha de cinco pontas.

### Oficiais
| Espanha (1931–1936) |                  |            |         |          |         |
| Coronel             | Teniente Coronel | Comandante | Capitán | Teniente | Alférez |

### Patentes não comissionadas
| Espanha (1931–1936) |             |         |                  |          |      |                 |         |
| Subteniente         | Subayudante | Brigada | Sargento Primero | Sargento | Cabo | Guardia Primero | Guardia |

### Oficiais (Guerra Civil)
| Espanha (1936–1939) |                  |            |         |          |         |
| Coronel             | Teniente Coronel | Comandante | Capitán | Teniente | Alférez |

### Patentes não comissionadas (Guerra Civil)
| Espanha (1936–1939) |          |      |         |
| Brigada             | Sargento | Cabo | Guardia |